# Алексеевка (Кузнецкий район)
Алексе́евка — село в Пензенской области, входит в Яснополянское сельское поселение Кузнецкого района.

## География
Расстояние по прямой до райцентра, города Кузнецка составляет 5 км к юго-западу в верховьях Дуванного оврага с ручьём.

## История
Основано на земле, пожалованной около 1790 дворянину Алексею Афанасьевичу Трифонову, по имени которого названо. В 1795 здесь 7 дворов. Позднее деревня отобрана в казну, к 1859 году снова оказалась у помещика, 25 дворов. С 1780 года в составе Кузнецкого уезда.

## Демография
Численность населения: в 1859 — 231, 1926 — 765, 1930 — 842, 1959 — 672, 1979 — 647, 1989 — 571, 1996 — 580, 2004 — 555 человек.

## Видео
- Село Алексеевка с квадрокоптера (6.05.2022)